# Lili Bech
Lili Bech (29 de desembre de 1885 – 20 de gener de 1939), també coneguda com a Lilli Beck o Lily Beck, va ser una actriu teatral i cinematogràfica de nacionalitat danesa, activa en l'època del cinema mut.

## Biografia
Nascuda en Copenhaguen, Dinamarca, Lili va rebre educació artística a la seva ciutat natal, i va debutar sobre l'escenari en 1905 en el Folketeatret. Després va fer actuacions itinerants amb la companyia teatral Jens Trap Walters fins a 1910, any en què va tornar al seu primer teatre, on més endavant va obtenir un gran èxit com Dalila a Samson og Dalila.
En 1911 va actuar per primera vegada al cinema. Bech va fer ràpidament carrera en la florent indústria cinematogràfica danesa anterior a la Primera Guerra Mundial, sent una de les actrius més conegudes del seu país, i també de Suècia. Els seus directors clau van ser Alfred Lind, Mauritz Stiller, Robert Dinesen i Holger-Madsen. Va rodar sobretot drames familiars i melodrames socials, gairebé sempre amb papers protagonistes. En 1916 va actuar en la pel·lícula de Stiller Vingarne, un gran èxit de públic i crítica a Suècia. En aquell moment, Lili Bech estava casada amb el director suec Victor Sjöström, un dels seus quatre marits, que li va donar papers protagonistes en diverses de les seves pel·lícules.
Amb el declivi del cinema danès després de la fi de la guerra, Bech amb prou feines va tornar a actuar davant les càmeres, per la qual cosa es va concentrar en el treball teatral, principalment en les gires. A poc a poc oblidada, en els seus últims anys va haver de conformar-se amb papers cada vegada més petits, actuant a vegades en el Casino de Aarhus i en el Moulin Rouge de Vejle.
En el moment de la seva sobtada mort en 1939, Lili Bech acabava de tornar a Aarhus per actuar al Casino.

## Filmografia

### Cinema
- 1911: Den utro hustru
- 1911: Morfinisten, de Louis von Kohl
- 1911: Taifun, de Louis von Kohl
- 1912: Trädgårdsmästaren, de Victor Sjöström
- 1912: Bjørnetæmmeren, d'Alfred Lind
- 1912: Den flyvende Cirkus, de Alfred Lind
- 1912: De svarta maskerna, de Mauritz Stiller
- 1913: Vampyren, de Mauritz Stiller
- 1913: Barnet, de Mauritz Stiller
- 1914: Gatans barn, de Victor Sjöström
- 1914: Stormfågeln, de Mauritz Stiller
- 1914: För sin kärleks skull, de Mauritz Stiller
- 1914: Högfjällets dotter, de Victor Sjöström
- 1915: Dolken, de Mauritz Stiller
- 1915: En av de många, de Victor Sjöström
- 1915: Landshövdingens döttrar, de Victor Sjöström
- 1915: Mästertjuven, de Mauritz Stiller
- 1915: Hans hustrus förflutna, de Mauritz Stiller
- 1915: Lekkamraterna, de Mauritz Stiller
- 1915: Sonad skuld, de Victor Sjöström
- 1915: Minlotsen, de Mauritz Stiller
- 1915: När konstnärer älska, de Mauritz Stiller
- 1916: Hon segrade, de Mauritz Stiller
- 1916: Vingarne, de Mauritz Stiller
- 1916: Guldspindeln, de Fritz Magnussen
- 1916: Therèse, de Victor Sjöström
- 1917: Skepp som mötas, de Victor Sjöström
- 1917: Paradisfågeln, de Konrad Tallroth
- 1920: Gudernes yndling, de Holger-Madsen
- 1921: Det største i verden, de Holger-Madsen
- 1922: Hans Gode Genius, d'August Blom
- 1924: Det store hjerte, d'August Blom
- 1925: Den store Magt, d'August Blom